# Associazione patriottica cattolica cinese
L'Associazione patriottica cattolica cinese (中国天主教爱国会, Zhōngguó Tiānzhǔjiào Àiguó Huì), è un'associazione di persone creata con l'appoggio dell'Ufficio affari religiosi della Repubblica Popolare Cinese nel 1957, con lo scopo di controllare le attività dei cattolici in Cina.
Viene spesso indicata come "chiesa ufficiale" in contrapposizione alla "chiesa sotterranea" costituita dal clero e dai fedeli rimasti segretamente fedeli al papa nonostante i divieti; in realtà il termine "ufficiale" non è corretto in quanto l'associazione non riceve alcun sussidio economico dal governo né i suoi membri, così come quelli delle analoghe associazioni di altre religioni, vengono stipendiati.
Secondo dati ufficiali l'Associazione, detta anche Chiesa Patriottica, conterebbe su oltre 4600 chiese.

## Rapporti con la Chiesa cattolica
L'associazione non ha rapporti ufficiali con la Chiesa cattolica. La Cina e il Vaticano non hanno relazioni diplomatiche dal 1951, da quando la Santa Sede ha riconosciuto Taiwan.
L'associazione elegge propri vescovi; papa Pio XII con l'enciclica Ad Apostolorum Principis ha condannato tale pratica dichiarando che i vescovi che ricevono o impongono l'ordinazione per volere dell'associazione incorrono nella scomunica.
Secondo fonti cattoliche molti dei vescovi scelti dall'associazione richiedono però segretamente, spesso ottenendolo, anche il riconoscimento del papa.
A tutti i fedeli cattolici in Cina il Papa Benedetto XVI si era rivolto con una lettera aperta in cui aveva chiamato il regime comunista al rispetto della libertà religiosa e definito la chiesa cattolica controllata dallo Stato incompatibile con la dottrina cattolica.